# جايسون كريستال
جايسون كريستال (بالإنجليزية: Jason Kristal)‏ هو رباع أمريكي، ولد في 1979 في الولايات المتحدة.